# Schwarzach bei Nabburg
 Schwarzach bei Nabburg, Schwarzach b.Nabburg – miejscowość i gmina w Niemczech, w kraju związkowym Bawaria, w rejencji Górny Palatynat, w regionie Oberpfalz-Nord, w powiecie Schwandorf, wchodzi w skład wspólnoty administracyjnej Schwarzenfeld. Leży w Lesie Czeskim, około 12 km na północny wschód od Schwandorfu, nad rzeką Schwarzach.

## Demografia
| Rok  | Liczba mieszk. |
| ---- | -------------- |
| 1970 | 1 360          |
| 1987 | 1 372          |
| 2000 | 1 486          |
| 2003 | 1 537          |